# Nouveau château de Wardour
New Wardour Castle est une maison de campagne anglaise classée Grade I à Wardour, près de Tisbury dans le Wiltshire, construite pour la famille Arundell. La maison est de style palladien, conçue par l'architecte James Paine, avec des ajouts de Giacomo Quarenghi, qui est l'un des principaux architectes de la capitale impériale russe, Saint-Pétersbourg.
La construction de la maison commence en 1769 et s’achève en 1776, avec des bâtiments supplémentaires ajoutés dans les années 1970 et 1980. De 1961 à 1990, elle abrite le Cranborne Chase School, un internat indépendant pour filles.
Le nouveau château de Wardour est à environ 0,75 milles (1,2 km) du vieux château de Wardour, qui est laissé comme élément paysager du parc de la nouvelle maison. C'était autrefois la maison de la famille Arundell avant d'être assiégée, endommagée et endommagée pendant la guerre civile.

## Maison
Le bâtiment est construit en pierre de taille calcaire avec des toits en ardoise gallois en croupe et comprend un bloc principal carré avec des pavillons flanquants. La façade nord a un sous-sol rustique sous un piano nobile, avec mezzanine et grenier au-dessus.
La maison est décrite par English Heritage comme "l'une des plus belles maisons palladiennes du Wiltshire". Elle possède une chapelle catholique romaine et un rare escalier en rotonde. Il y a de nombreux plafonds peints et des cheminées ornées, typiques de l'époque du bâtiment.

### Rotonde
Le rez-de-chaussée de la rotonde est en pierre calcaire avec des incrustations noires et un décor central en marbre noir et blanc. Il y a des entrées du nord et du sud avec des escaliers à double balayage de chaque côté. L'escalier en rotonde est conçu par James Paine et mesure 144 pieds (44 m) rond ; la balustrade est équipée de lampes à bougies en verre.
Le premier étage a un plancher en bois et des colonnes corinthiennes soutenant le plafond en forme de dôme richement décoré de caissons ornés de reliefs d'instruments de musique et d'une lumière centrale. La balustrade qui l'entoure est en ferronnerie fine avec des fleurs dorées et une main courante en bois. Au premier étage se trouve également un orgue.

### Chapelle de Tous les Saints
La chapelle catholique romaine, partie intégrante de la maison, est connue sous le nom de All Saints Chapel, Wardour. C'est aussi l'église paroissiale catholique romaine. Elle est agrandie en 1789 par Henry Arundell, 8e baron Arundell de Wardour, selon les plans de John Soane. Depuis ses débuts, elle répond aux besoins d'une importante communauté locale récusante et organise toujours des messes dominicales régulières. En raison de son acoustique exceptionnelle, elle est aussi parfois utilisée pour des événements musicaux.
Pevsner décrit la chapelle comme ayant "la taille d'une très grande église paroissiale" et étant "grande dans sa décoration". A l'entrée se trouve un relief en marbre de la Vierge à l'Enfant, sculpté par Pierre-Étienne Monnot en 1703 ; à l'intérieur se trouvent des pilastres cannelés géants et une voûte d'arête. Le sanctuaire ajouté par Soane à l'extrémité ouest a des colonnes ioniques et un plafond en forme de dôme avec du plâtre doré. L'autel en marbre est de Giacomo Quarenghi, qui travaille plus tard dans la Russie impériale ; la peinture derrière est de Giuseppe Cades, et le vitrail de la lunette au-dessus est de Francis Eginton. Pevsner décrit en détail l'importante collection de vêtements, datant du XVe siècle.
La propriété de la chapelle est transférée au Wardour Chapel Trust à la fin des années 1890, et les frais de fonctionnement et d'entretien de cette chapelle classée Grade I  sont désormais entièrement financés par des dons.

## Parc et jardin
Une maison Camellia, avec des jardins clos, est construite au nord-est de la maison en 1769 par Richard Woods pour le 8e baron.
Des plans pour les terrains sont suggérés par Woods en 1764 mais ceux-ci se sont avérés trop chers et en 1773 sont révisés par George Ingham. Capability Brown entreprend d'importants travaux de terrassement et de plantation d'arbres entre 1775 et 1783.
Le jardin actuel comprend un ha-ha et un jardin clos avec une piscine. Il y a une longue allée, qui passe devant l'annexe hexagonale du XIXe siècle et mène à l'arrière du bâtiment et à la chapelle.
Il y a aussi un temple, construit comme une folie, dans une zone distincte du terrain appelée le Jardin du Temple.

## Histoire récente
Après le décès en 1944 de John Francis, 16e et dernier Lord Arundell de Wardour, le bâtiment est loué. Il est classé en 1951 par Historic England comme un bâtiment classé Grade I, son terrain étant plus tard classé Grade II *.
En 1946, la propriété est acquise par la Compagnie de Jésus, qui en 1955 le loue à la Fondation Leonard Cheshire pour une période d'essai. L'idée initiale du fondateur, Leonard Cheshire, est de l'utiliser comme maison pour réhabiliter les prisonniers, pour ceux qui ne pouvaient pas être acceptés dans d'autres Cheshire Homes au Royaume-Uni. La maison ouvre officiellement ses portes en janvier 1956 sous la direction du colonel Ervine Andrews qui utilise une partie du terrain comme ferme porcine pour soutenir financièrement la maison. Le nombre de résidents est limité à huit puisque l'association ne peut rénover qu'une partie du bâtiment pour que les résidents y vivent; le reste de la propriété est en mauvais état structurel. Malgré une offre du ministère des Travaux publics de 40 000 £ pour rénover la propriété, les administrateurs de la Fondation Leonard Cheshire ne peuvent trouver les 20 000 £ supplémentaires nécessaires à la réalisation des travaux. La maison ferme le 1er janvier 1957 et les cinq résidents restants partent.
En 1961, elle abrite la Cranborne Chase School. L'école construit de nouvelles salles de classe, des studios dortoirs et une extension de la salle à manger du côté sud-est de la maison principale, ainsi que trois maisons du personnel à l'ouest. L'école ferme finalement en 1990.
En 1992, la maison - avec cinq cottages, six courts de tennis et une piscine dans le jardin clos - est vendue pour moins d'un million de livres sterling à Nigel Tuersley et transformée en 10 appartements par le designer John Pawson. Les deux étages principaux du bloc central, incorporant la rotonde et les salles d'apparat d'origine, forment l'appartement principal. Il dispose de huit salles de réception disposées en cercle autour d'un piano nobile au sommet d'une rotonde de 60 pieds qui s'élève jusqu'à un magnifique dôme vitré soutenu par huit colonnes composites. Conran qualifie l'escalier de "probablement le meilleur escalier d'Angleterre, sinon du monde". Les extensions et les logements annexes ajoutés par l'école sont pour la plupart démolis.
La maison sert au tournage de la mini-série télévisée First Born (1988), et au tournage de Billy Elliot, un film sorti en 2000.
En 2010, Jasper Conran achète l'appartement 1, prévoyant de vivre entre cet appartement et Ven House. Il vend l'appartement en 2020 pour 4 millions de livres sterling et vend le contenu aux enchères via Christie's en 2021.

## Galerie

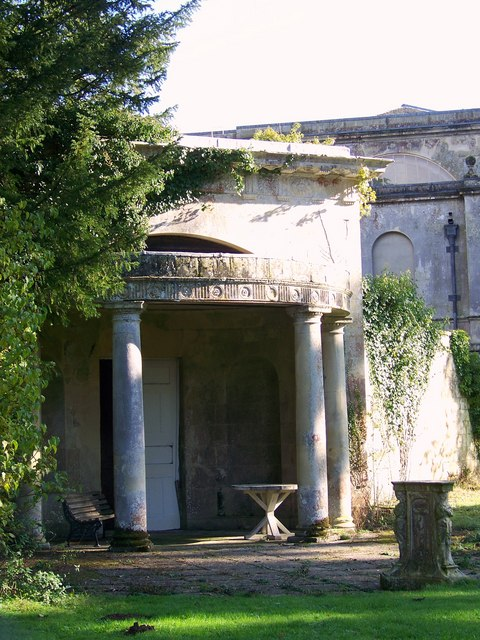
Produits laitiers de Temple Garden
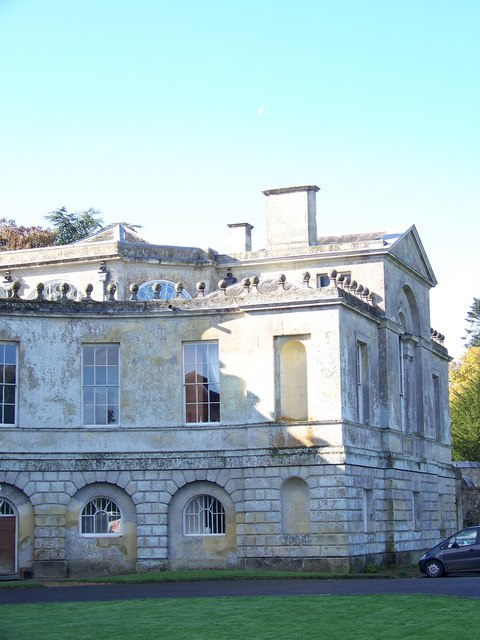
Aile ouest
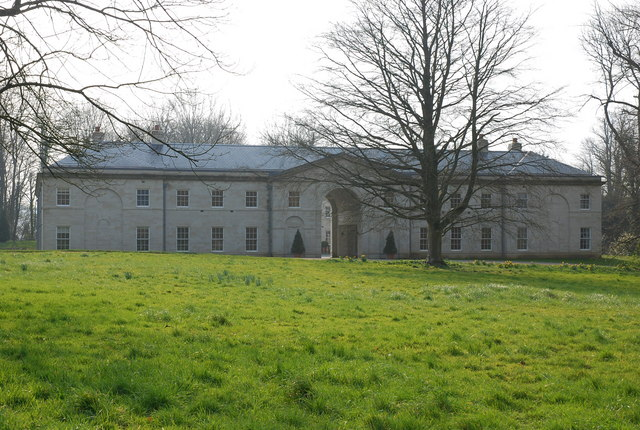
Bâtiment scolaire dans le parc, maintenant résidentiel
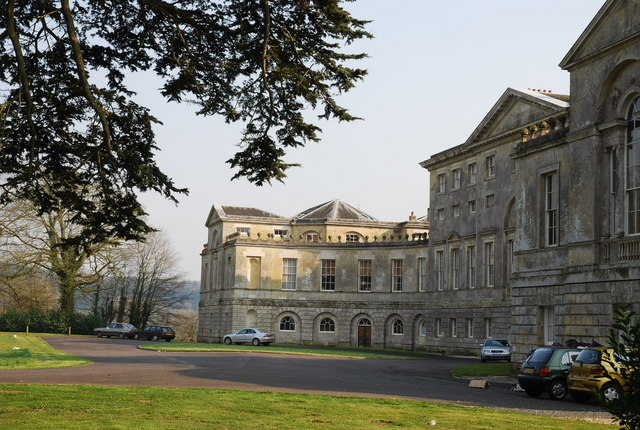
La façade du bâtiment